# المحافظة الغربية (زامبيا)
المحافظة الغربية هي إحدى محافظات زامبيا، وهي تضم المنطقة المعروفة سابقا باسم باروتسيلاند
عاصمتها مونغو وتنقسم إلى 7 مناطق.